# Miró Eutili
Miró Eutili o Eutilius va ser comte de Rasès, de Conflent i de Carcassona (ca. 849-850).
Va succeir al seu pare, el comte Berà II, en una data desconeguda, segurament el 849 o abans. Cap al 850 va perdre el comtat per haver participat en una conspiració contra el rei de França Carles II el Calb, potser aliat a Guillem de Septimània (comte intrús de Barcelona) i Pipí II d'Aquitània. Rasès i Conflent van quedar units als dominis del comte de Tolosa, que durant la revolta havia fet costat a Carles.
Posteriorment és identificat amb un jutge del mateix nom.